# Maria Beraldo
Maria Beraldo (Florianópolis, 21 de marzo de 1988) es una cantante, compositora y clarinetista brasileña. Forma parte del equipo de artistas de Selo RISCO.

## Trayectoria
Tiene una licenciatura y un máster en Música por UNICAMP. Recibió la atención de los medios al unirse a la banda del músico Arrigo Barnabé, tocar con Elza Soares y ser una de las fundadoras del grupo Quartabê. En 2017, lanzó una carrera en solitario y en 2018 lanzó su álbum debut, Cavala. Este álbum recibió mucha atención por parte de la escena alternativa nacional e internacional, especialmente tras su lanzamiento en disco de vinilo. Además de llevar la gira  del álbum a muchas ciudades brasileñas, Beraldo también hizo presentaciones en Portugal y Japón. Es abiertamente lesbiana. Esto se puede ver a menudo en la letra del álbum Cavala.
Ha trabajado en discos y espectáculos de Negro Leo, Iara Rennó, Dante Ozzetti, Romulo Fróes, Lineker y Manu Maltez.

## Discografía
| Álbum                           | Lanzar | Formato           |
| ------------------------------- | ------ | ----------------- |
| Abrideira (con Fina Estampa)    | 2007   | CD, digital       |
| Lição #1: Moacir(con Quartabê)  | 2015   | CD, digital       |
| Lição #2: Dorival(con Quartabê) | 2018   | CD, digital       |
| Cavala                          | 2018   | CD, LP, digitales |
| Colinho                         | 2024   | digitales         |